# Вилков, Николай Александрович
Николай Александрович Вилков (9 декабря 1918, село Ильинское,  Кинешемский уезд, Иваново-Вознесенская губерния — 18 августа 1945, остров Шумшу, Япония) — советский военный моряк, старшина первой статьи, Герой Советского Союза (посмертно, 1945).

## Биография
Родился в семье крестьянина, русский. После школы работал на текстильном комбинате.
C 1935 по 1939 годы учился в Горьковском речном техникуме. После его окончания работал на судах на Волге, Енисее, Ангаре; был помощником капитана парохода «Максим Горький» Восточно-Сибирского речного пароходства. С декабря 1939 года — в Рабоче-крестьянском Красном Флоте.
Участник советско-японской войны 1945 года. Боцман плавбазы «Север» (Петропавловская военно-морская база, Тихоокеанский флот) старшина I статьи Вилков 18 августа 1945 года в составе десанта освобождал северокурильский остров Шумшу от японцев. В бою была отбита контратака противника, уничтожено 8 японских танков. Но когда десантники пошли на штурм высоты 171, то попали под огонь двухамбразурного дзота. Вилков и матрос Пётр Ильичёв подползли к дзоту и забросали его гранатами. Когда десантники вновь поднялись в атаку, пулемёты заработали снова, и тогда Вилков и Ильичёв закрыли своими телами амбразуры вражеского дзота.
Похоронен в братской могиле на острове Шумшу.

## Награды
- Звание Героя Советского Союза с вручением Ордена Ленина и медали «Золотая звезда» присвоено 14 сентября 1945 года посмертно[1].

## Память
- В городах Нижний Новгород, Иркутск[5], Петропавловск-Камчатский, Вилючинск и Наволоки (Ивановская область) установлены памятники, а в селе Ильинское и на здании Горьковского речного училища — мемориальные доски.
- Мыс Пиннэкль Поант (Башенный) в Авачинской губе переименован в мыс Вилкова.
- Именем Вилкова названы суда Министерства речного флота, капитаном одного из этих судов, рыболовного траулера «Николай Вилков», был Герой Социалистического Труда К. А. Числов, друг и сослуживец Н. А. Вилкова[6][7][8].
- Именем героя названы улицы в городах Владивостоке, Елизово, Вилючинске, Иркутске, Советской Гавани и Северо-Курильске, расположенном на соседнем с островом Шумшу острове Парамушир.
- Навечно зачислен в списки воинской части.
- 27 ноября 1979 года постановлением бюро Волгоградского горкома ВЛКСМ за большую работу по военно-патриотическому воспитанию подростков волгоградскому Клубу юных моряков с флотилией присвоено имя Героя Советского Союза старшины первой статьи Н. А. Вилкова.
- Бюст Героя установлен на площади Славы в Южно-Сахалинске.
- В честь Н. А. Вилкова был назван пионерский лагерь в Кинешемском районе.
- Мемориальная доска в память о Вилкове установлена Российским военно-историческим обществом на школе № 1 в городе Наволоки, где он учился.
- Большой десантный корабль «Николай Вилков»